# Bungo Yoshida
Bungo Yoshida  (吉田 文吾 Yoshida Bungo?) (Moriguchi (Osaka), 3 de mayo de 1934 – Osaka, 16 de enero de 2008) fue un marionetista japonés, que construyó una audiencia completamente nueva para la forma tradicional de títeres de bunraku al combinarla con la música rock.
Teruo Takahashi  (高橋 照夫 Takahashi Teruo?) nació en Moriguchi (Osaka) en 1934, Yoshida se inició en el teatro Bunraku como discípulo de Tamagoro Yoshida II en 1951, cambiando su nombre a Kotama Yoshida. Durante veinte años, interpretó principalmente papeles femeninos, hasta que cambió a papeles masculinos en la década de los 70. Preocupado por la disminución del público y la falta de jóvenes que se dedicaban al bunraku, Yoshida combinó este antiguo arte con su pasión por la música rock, que combinó en una adaptación de 1980 de Sonezaki Shinjū (Los suicidios de amor en Sonezaki) con la música escrita e interpretada por el músico de rock japonés Ryudo Uzaki, y ocasionalmente con una orquesta en vivo.
Estuvo casado con la estrella televisiva y ensayista estadounidense Edith Hanson. Yoshida falleció en su domicilio de Osaka el 16 de enero de 2008 tras sufrir carcinoma hepatocelular.